# Нижние Холохоры
Нижние Холохоры, Халахора де Жос (рум. Halahora de Jos) — село в Бричанском районе Молдавии. Наряду с сёлами Верхние Холохоры и Кириловка входит в состав коммуны Верхние Холохоры.

## География
Село расположено на высоте 191 метр над уровнем моря.

## Население
По данным переписи населения 2004 года, в селе Нижние Холохоры проживает 432 человека (197 мужчин, 235 женщин).
Этнический состав села:
| Национальность | Число жителей | Процентный состав |
| -------------- | ------------- | ----------------- |
| украинцы       | 355           | 82,18             |
| молдаване      | 41            | 9,49              |
| русские        | 30            | 6,94              |
| гагаузы        | 4             | 0,93              |
| прочие         | 2             | 0,46              |
| Всего          | 432           | 100 %             |